# Huara Huara
Huara Huara (auch: Wara Wara) ist eine Ortschaft im Departamento Potosí im Hochland des südamerikanischen Andenstaates Bolivien.

## Lage im Nahraum
Huara Huara liegt in der Provinz José María Linares und ist eine Ortschaft im Distrito Linares Norte im Municipio Ckochas. Die Ortschaft liegt auf einer Höhe von 3806 m am rechten, südöstlichen Ufer des Rio Khullku, der über den Río Wara Wara zum Río Apacheta in nordöstlicher Richtung fließt. Die Ortschaft setzt sich zusammen aus den sechs Teilen (localidades) Chumpuyo mit 46 Einwohnern, Ckulco mit 35 Einwohnern, Maura Wasi mit 105 Einwohnern, Wisalli mit 15 Einwohnern, Tomoyo mit 43 Einwohnern und Kewina Mayu mit 30 Einwohnern (Census 2012).

## Geographie
Huara Huara liegt zwischen dem bolivianischen Altiplano im Westen und der Cordillera Central im Osten. Das Klima der Region ist semiarid und ein typisches Tageszeitenklima, bei dem die mittleren Temperaturschwankungen im Tagesverlauf stärker ausfallen als im Jahresverlauf.
Die Jahresdurchschnittstemperatur in der Region beträgt etwa 17 °C (siehe Klimadiagramm Betanzos), die Monatswerte schwanken nur unwesentlich zwischen 14 °C im Juni/Juli und 19 °C von November bis Januar. Die jährliche Niederschlagsmenge liegt bei knapp 500 mm, die Trockenzeit dauert von April bis Oktober mit Monatswerten unter 30 mm, nur im Januar wird ein Niederschlag von 100 mm erreicht.

## Verkehrsnetz
Huara Huara liegt in einer Entfernung von 104 Straßenkilometern östlich von Potosí, der Hauptstadt des Departamentos.
Von Potosí aus führt die Nationalstraße Ruta 5 nach Nordosten über Betanzos nach Sucre und weiter in Richtung Santa Cruz im bolivianischen Tiefland. Östlich von Betanzos nach siebzehn Kilometern zweigt eine Landstraße in südöstlicher Richtung ab und erreicht nach acht Kilometern Ckochas, danach windet sie sich dann in Serpentinen hinab zu dem zwölf Kilometer entfernten Esquiri, überquert den Río Miculpaya mit einer Brücke und windet sich auf der östlichen Flussseite wieder hinauf in Richtung Melena Alta. Elf Kilometer hinter dem Río Miculpaya zweigt eine unbefestigte Nebenstraße nach Südosten ab und erreicht nach weiteren elf Kilometern über Terma die Ortschaft Huara Huara.

## Bevölkerung
Die Einwohnerzahl der Ortschaft ist in dem Jahrzehnt zwischen den letzten beiden Volkszählungen leicht zurückgegangen:
| Jahr | Einwohner         | Quelle       |
| ---- | ----------------- | ------------ |
| 1992 | keine Detaildaten | Volkszählung |
| 2001 | 293               | Volkszählung |
| 2012 | 276               | Volkszählung |
| 2024 |                   | Volkszählung |

Die Region weist einen deutlichen Anteil an Quechua-Bevölkerung auf, im Municipio Ckochas sprechen 81,9 Prozent der Bevölkerung Quechua.